# Egon Hostovský

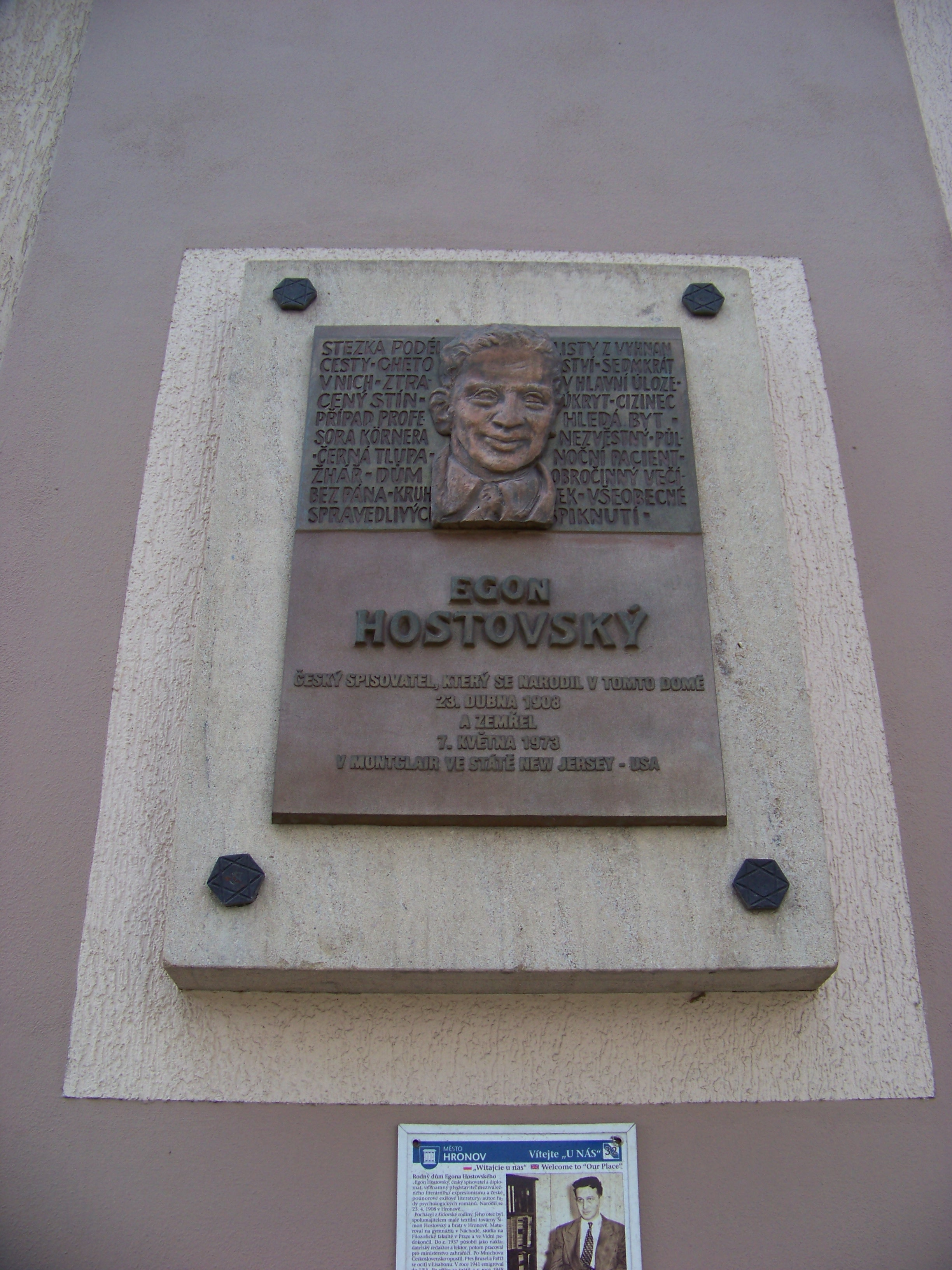
Pamětní deska na místě rodného domu Egona Hostovského v Hostovského ulici v Hronově

Egon Hostovský (23. dubna 1908 Hronov – 7. května 1973 Montclair, New Jersey, USA) byl český prozaik, redaktor a novinář.

## Život
Narodil se ve východočeském Hronově v židovské rodině majitele textilní továrny Josefa Hostovského (1861–1942) a jeho manželky Bedřišky jako nejmladší z osmi dětí. Středoškolská studia absolvoval na náchodském reálném gymnáziu, zde také ve studentském časopise publikoval své první texty pod pseudonymem H. Noge.
Po maturitě začal roku 1927 studovat Filozofickou fakultu UK, v matrikách univerzity však není zaznamenána ani jediná státní zkouška. V roce 1929 krátce navštěvoval univerzitu ve Vídni. Studium roku 1930 předčasně ukončil a až do roku 1937 pracoval postupně v různých pražských nakladatelstvích, většinou jako lektor – v roce 1930 se též podílel (spolu s Ottou Františkem Bablerem a Rudolfem Černým) na překladu románu svého bratrance, rakouského spisovatele Stefana Zweiga, který vyšel o rok později pod názvem Dobrodružství života (jde o Hostovského jediný publikovaný překlad). V období 1937–39 pracoval jako úředník československého ministerstva zahraničí.

### Působení v exilu (1939–1973)
Roku 1939 ho vlámský a holandský PEN klub pozval na propagační přednáškové turné po Beneluxu, kde ho zastihla zpráva o okupaci Československa. Hostovský zvolil emigraci a po trase Brusel – Paříž – Lisabon se dostal v únoru 1941 do USA. Usadil se v New Yorku a vstoupil do služeb tamějšího československého konzulátu. Ve své vlasti se znovu objevil až v roce 1946, o rok později se vrátil s úmyslem zůstat natrvalo a začal znovu pracovat na ministerstvu zahraničních věcí. Únorový převrat však znamenal změnu situace, a Hostovský opět odešel z Československa: roku 1948 odjel jako legační tajemník ministerstva do Norska. Po krátkém pobytu v Norsku pak pokračoval do své druhé americké emigrace, v níž žil od roku 1950 až do smrti (s intermezzem v letech 1964–66, kdy pobýval v Dánsku). V roce 1957 získal americké občanství. V Americe se živil jako učitel češtiny, poradce pro evropské literatury a novinář (přispíval do amerických periodik), spolupracoval také jako redaktor s rozhlasovou stanicí Svobodná Evropa. Posléze se etabloval jako profesionální literát (přes některé problémy s jazykovou bariérou při recepci jeho děl – své literární práce psal výhradně česky a až následně nechával pořizovat jejich překlady, což se však mnohdy neobešlo bez potíží).

### Rodina a úmrtí
Poprvé byl ženat s Květou Ondrákovou, se kterou měl dceru Olgu. Z druhého manželství s Jindrou Brumlíkovou (též překladatelka Hostovského děl) měl dceru Jarmilu.
Z Egonových sourozenců jeden zemřel krátce po narození, pět se stalo obětí holocaustu a během transportu do Terezína zahynul také otec.
Zemřel ve věku 65 let 7. května 1973 ve Spojených státech, ve svém bydlišti v Montclair v New Jersey, kde zanechal svou třetí manželku Reginu, rozenou Weissovou (1929–1993) s dítětem.
Po jeho smrti byla založena literární Cena Egona Hostovského.

## Dílo
Hostovského lze označit za autora psychologické prózy, v prvotních stádiích jeho tvorby expresionisticky laděné. Jeho dílo ovlivnila řada biografických faktorů: rodinné zázemí a zkušenosti z dětství a dospívání v severočeském pohraničí; židovský původ; od jisté doby též civilní status cizince. V jeho próze se tyto motivy objevují v různých obměnách a zasazené do fikčního světa často vytvářejí základní obrys vyprávěcí situace. Typickou metodou Hostovského vypravěče je vnitřní autoanalýza, střetávání individuálního vědomí s vnější skutečností, která je nejistá, a z ní plynoucí pocity odloučenosti, popř. ohrožení z neznámého (tedy stav, který by se dal do značné míry ztotožnit s tím, co Sigmund Freud definoval psychologickým pojmem „Das Unheimliche“). Hostovský ve svých prózách buduje příznačnou atmosféru napětí, proto bývá řazen do (široce vymezené) skupiny autorů existenciálně-psychologické prózy jako byli Fjodor Michajlovič Dostojevskij, Graham Greene (s kterým byl v osobním kontaktu a jehož dílo obdivoval) či Franz Kafka. Právě spojení Hostovského s Kafkou, jimž byl krom jistých prvků v tvorbě (motivy odcizení, líčení existenciálních situací úzkosti a hrůzy střetávání snové a skutečnostní roviny vyprávění aj.) společný především jejich židovský původ, hrálo zásadní roli v přijetí Hostovského zahraničním, zejména americkým literárním publikem (ačkoli Hostovský podle vlastních slov Kafkovo dílo poznal až po svém příchodu do Ameriky).
Typickými motivy v Hostovského díle jsou spiknutí a s ním spojený strach a nedůvěra, cizinectví jako kulturní status i životní pocit, nemožnost efektivní mezilidské komunikace a vzájemného pochopení, ztráta identity a morální integrity jedince, křehkost člověka vůči okolnímu dění a odosobněnému společenskému systému – především ideologickému –, vůči totalitním zřízením a válečné mašinérii. Hostovského postavy jsou často i přes vyvíjenou snahu neschopny vzepřít se svému určení, jsou determinovány určitou vyšší silou, jíž se musí podrobit. Své příběhy Hostovský zasazuje do soudobého historického kontextu, z něhož dává vyrůst existenciální tísni svých postav. Pokud jde o prostory, do nichž příběhy situuje, v předválečné tvorbě jde vesměs o malá města v českém pohraničí, za jejichž předobraz se obecně považuje autorův rodný Hronov; v pozdější tvorbě se pak romány odehrávají nejčastěji v kulisách velkých zahraničních měst – obě tyto prostorové varianty přispívají svými specifickými rysy k vybudování celkové atmosféry: maloměstský prostor svou stísněností, v níž každé nebezpečí je aktuální a blízké, velkoměsto naopak svou nepřehlednou rozlehlostí a netečností. Výrazným rysem Hostovského tvorby je pečlivá psychologická kresba postav, která v některých dílech (Všeobecné spiknutí) hraničí až s psychiatrickou diagnózou určitých mentálních onemocnění (jako je paranoia, neuróza či schizofrenie). Důležitá je též filosofická poloha Hostovského literárních prací – mnohdy jsou v nich obsaženy delší pasáže meditativního či esejistického charakteru, které nabízejí zamyšlení nad rozličnými otázkami lidské existence.

### Beletrie
Hostovský se ve svém raném díle zaměřuje na osudy lidí vyloučených ze společnosti, uzavřených a mnohdy též záštiplných vůči okolí, jež je nepřijímá. Jeho postavy jsou nuceny žít v jakési vnitřní izolaci (odtud např. název románu Ghetto v nich). Některé z příběhů, například z povídkového souboru Zavřené dveře jsou ukázkou životního pesimismu, nezřídka též cynismu a ironie, jež jsou obranou proti osudu. I když se však Hostovského postavy ocitají v izolaci, a takto i děj je čtenáři zprostředkován takřka výhradně prostřednictvím jediného individuálního vědomí, bez objektivního pohledu, zajímá se Hostovský i o „osud celé generace, ba celého lidstva“, předkládá „bytí moderního člověka“. V tom lze spatřovat další z rysů autorova expresionismu.